# Procoelambus macrocephalus
Procoelambus macrocephalus là một loài bọ cánh cứng trong họ Bọ nước. Loài này được Théobald miêu tả khoa học năm 1937.